# Pimpla illecebrator
Pimpla illecebrator är en stekelart som först beskrevs av Charles Joseph de Villers 1789.  Pimpla illecebrator ingår i släktet Pimpla och familjen brokparasitsteklar. Inga underarter finns listade i Catalogue of Life.